# Abies hickelii
Abies hickelii là một loài thực vật hạt trần trong họ Thông. Loài này được Flous & Gaussen miêu tả khoa học đầu tiên năm 1932.